# Catedràtic d'Escola Universitària
Un Catedràtic d'Escola Universitària (CEU), en el sistema universitari espanyol, és un professor que pertany al cos de funcionaris de l'estat, que té plena autonomia docent i investigadora. A aquest nivell, el docent ja té certa llibertat a l'establiment de les matèries que imparteix.
Segons la LOU, per accedir a la plaça de Catedràtic d'Escola Universitària cal passar prèviament per un procés d'habilitació, un examen a nivell estatal que habilita el candidat a presentar-se a places de catedràtic a qualsevol universitat espanyola. Un requisit imprescindible per accedir al procés d'habilitació és ser doctor, és a dir, haver realitzat la tesi doctoral en la disciplina corresponent.
Ser Catedràtic d'Escola Universitària (CEU) és també requisit previ per accedir al procés d'habilitació per a Catedràtic d'Universitat (CU). A diverses universitats, a més, s'estableixen proporcions obligatòries entre uns i un altres.
La diferència entre un Catedràtic d'Escola Universitària (CEU) i un Titular d'Universitat (TU) és pràcticament onomàstica, ja que tenen la mateixa capacitat investigadora, similar autonomia docent i sou equivalent.